# Gelbliche Koralle
Die Gelbliche Koralle (Ramaria flavescens) ist eine seltene Pilzart aus der Familie der Schweinsohrverwandten.

## Merkmale

### Makroskopische Merkmale
Der Fruchtkörper ist 10–20 cm hoch und 10–15 cm breit. Er teilt sich von einem Strunk in zahlreiche, am Ende meist gegabelte, feucht deutlich marmorierte Äste mit oft dornenartigen Auswüchsen. Sie sind lachs- bis aprikosenfarben; die meist kurzen Spitzen sind jung dottergelb, später jedoch fast wie die Äste gefärbt. Der sehr kräftige, stiel- oder knollenartige Strunk wird 2–5 cm hoch und spitzt sich zur Basis hin mehr oder weniger zu. Er ist an der Basis weiß und weiter cremefarbenen. Das Fleisch ist weißlich, von mildem, später bitterem Geschmack und mit angenehmem Geruch.

### Mikroskopische Merkmale
Die Sporen sind gelb und messen 9–13 auf 4–5,5 Mikrometer.

## Artabgrenzung
Zwischen den gelben Korallenarten besteht allgemein große Ähnlichkeit und Verwechslungsgefahr.
Sehr ähnlich sind die Goldgelbe (Ramaria aurea), die Dreifarbige (R. formosa) und die Blutrotfleckende Koralle (R. sanguinea). Die Dreifarbige Koralle hat U-förmige Astgabelungen und etwas lebhaftere Farben. Bei der Blutfleckenden bekommt der Strunk bei Berührung blutrote Flecken.
Auch die blasse, weißliche Bauchwehkoralle kommt für Verwechslungen in Frage.

## Ökologie und Phänologie
Er ist ein Mykorrhiza-Pilz, der in Laub-, seltener in Mischwäldern, hauptsächlich mit Buchen und auf kalkhaltigem Boden wächst. Er fruktifiziert von August bis Oktober meistens in Gruppen oder Ringen.

## Verbreitung und Gefährdung
Er kommt in Europa vor und ist selten und stark gefährdet. Er wird auf mehreren nationalen Roten Listen gefährdeter Arten (unter anderem der dänischen, finnischen und tschechischen) teils als vom Aussterben bedrohte Art geführt.

## Systematik und Taxonomie
Ehemals wurden die Gelbliche Koralle und andere Arten der Gattung mit der Goldgelben Koralle zusammengefasst.

## Bedeutung
Der Pilz wird teils als jung essbar, teils als leicht giftig beschrieben. Ältere Exemplare können leicht bitter werden. Er führt nach einer Latenz von einer halben bis drei Stunden zu Magen-Darm-, bei anfälligen Personen auch schwereren Beschwerden. Er sollte aufgrund seiner Seltenheit sowieso geschont werden.